# Justus Krümpelmann
Justus Krümpelmann (* 25. Januar 1935 in Recklinghausen; † 22. November 2018 in Mainz) war ein deutscher Rechtswissenschaftler.

## Leben
Krümpelmann studierte Rechtswissenschaften an der Albert-Ludwigs-Universität Freiburg. 1966 wurde er dort mit einer Arbeit über Bagatelldelikte zum Dr. iur. promoviert. Im Jahre 1972 habilitierte er sich.
1972 erhielt er einen Ruf als Professor an die Rheinische Friedrich-Wilhelms-Universität Bonn; 1973 wechselte er an die Johannes Gutenberg-Universität Mainz auf den Lehrstuhl für Strafrecht und Strafprozeßrecht. Er lehrte als Emeritus in Mainz.

## Wirken
Krümpelmann veröffentlichte zahlreiche wissenschaftliche Aufsätze, Arbeiten und Werke in seinen Forschungsgebieten den Grenzgebieten zwischen Strafrecht, Psychiatrie und Psychologie und der Dogmatik der Verbrechenslehre sowie der Objektiven und subjektiven Zurechnungslehre.
Justus Krümpelmann war seit 1955 Mitglied der katholischen Studentenverbindung KDStV Ripuaria Freiburg im Breisgau im CV.

## Schriften
- Die Bagatelldelikte. Untersuchungen zum Verbrechen als Steigerungsbegriff, Duncker und Humblot 1966
- Affekt und Schuldfähigkeit Wiesbaden 1988
- Empirie und Normativität in den Rechtsbegriffen der Willenssteuerung. In: Hommers, Wilfried (Hrsg.): Perspektiven der Rechtspsychologie. Göttingen, Toronto, Zürich; Hogrefe; 1991; S. 13–35
- Die strafrechtliche Beurteilung der sog. Affekttaten. In: Saß, Henning (Hrsg.): Affektdelikte. Berlin, Heidelberg u. a.; 1993; S. 18–42
- Die strafrechtliche Beurteilung sog. Vorgestalten der Tat im Syndrom der homizidalen Tatbereitschaft. In: Leygraf; Volbert; Horstkotte; Fried (Hrsg.): Die Sprache des Verbrechens – Wege zu einer klinischen Kriminologie (Festschrift für Wilfried Rasch). Stuttgart, Berlin, Köln; Kohlhammer; 1993; S. 157–163
- Die normative Korrespondenz zwischen Verhalten und Erfolg bei den fahrlässigen Verletzungsdelikten. In: Vogler, Theo (Hrsg.): Festschrift für Hans-Heinrich Jescheck. Berlin; Duncker & Humblot; 1985; Bd. 1; S. 313–335
- Die Verwirkung des Vertrauensgrundsatzes bei pflichtwidrigem Verhalten in der kritischen Verkehrssituation. In: Puppe, Ingeborg; Teckhoff, Jörg (Hrsg.): Festschrift für Karl Lackner. Berlin, New York; de Gruyter; 1987; S. 289–306
- Zurechnungsfragen bei mißlungener ärztlicher Fehlerkorrektur. In: Juristische Rundschau. 1989; S. 353–358
- Über die zeitliche Struktur einiger Zurechnungsurteile. In: Schmoller, Kurt (Hrsg.): Festschrift für Otto Triffterer. Wien, New York; Springer; 1996; S. 137–147